# Buslijn 100 (Amsterdam-Purmerend)
Buslijn 100 is een buslijn van de regio Amsterdam geëxploiteerd door Egged Bus Systems (EBS). De lijn verbindt het metrostation Noord met de wijk Overwhere in Purmerend. Op bepaalde tijden rijden ritten naar Edam en De Rijp.  

## Geschiedenis

### Lijn A
De lijn werd onder de lijnletter A op 16 mei 1949 ingesteld door de Naco ter vervanging van de opgeheven Waterlandse tram van het tramstation Valkenweg in Amsterdam naar het busstation Purmerend Tramplein. Net als bij de tram (en tot 1956 ook voor de tram naar Volendam) voer er een bootje tussen het tramstation aan de Valkenweg en het Noord-Zuid-Hollandsch Koffiehuis op het Amsterdamse Stationsplein. In Purmerend werd de lijn later van het Tramplein doorgetrokken naar de nieuwbouwwijk Overwhere.
In 1968, bij de opening van de IJ-tunnel, bleef de lijn eindigen aan de Valkenweg. Het bootje naar het NZH-koffiehuis werd later opgeheven en de passagiers werden verwezen naar het Valkenwegveer van het GVB. Rond 1970 werd de lijn door de IJtunnel verlengd naar het Waterlooplein.

### Lijn 100

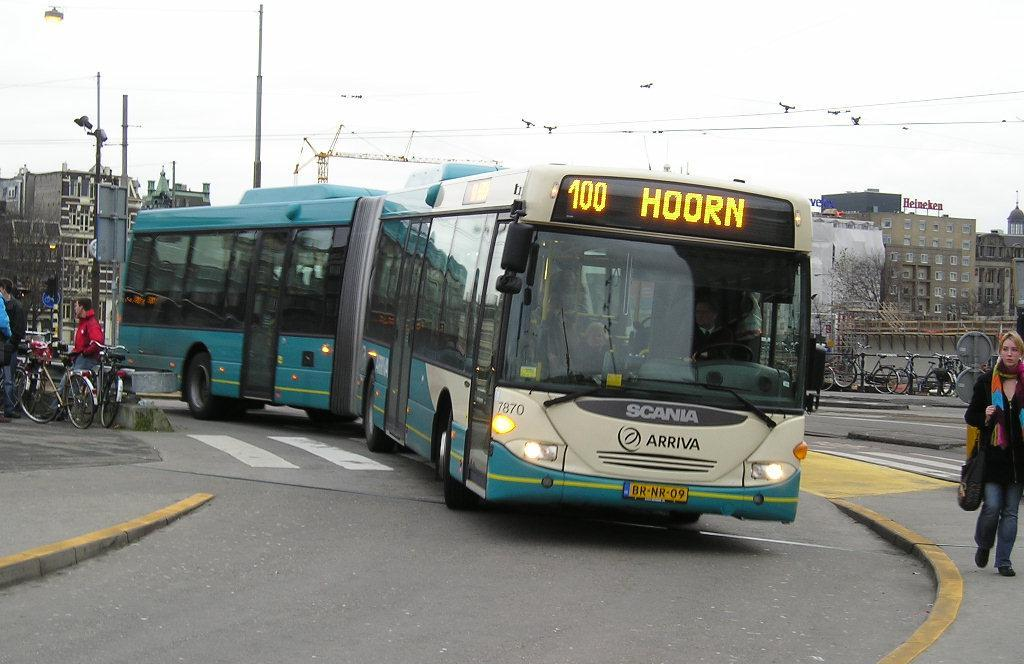
Scania gelede bus 7870 op lijn 100 op 13 december 2005 op het busplatform naast Stationsplein in Amsterdam

In 1972 fuseerde de NACO met de NZHVM en werd lijn A vernummerd in lijn 100. Ook werd het Amsterdamse eindpunt verlegd van het Waterlooplein naar de Prins Hendrikkade bij de Sint-Nicolaaskerk, schuin tegenover het Centraal Station. Op sommige tijden werd rechtstreeks via de Nieuwe Leeuwarderweg gereden en op andere tijden via het winkelcentrum Buikslotermeerplein.
Een deel van de ritten reed later door naar Middenbeemster. De lijn groeide uit tot een drukke forensenlijn met in de spitsrichting een hoge frequentie met gelede bussen. Tussen Watergang en Purmerend kwam een busbaan gereed langs het Noordhollandsch Kanaal, die alleen in de spitsrichting werd gebruikt (ochtendspits naar Amsterdam en middagspits naar Purmerend). Rond 2000 werd de standplaats aan de Prins Hendrikkade vervangen door een tijdelijk busplatform aan de oostzijde, nabij het voormalige PTT-gebouw.   
In 1999 ging de NZHVM op in Connexxion. Eind 2005 nam Arriva Personenvervoer Nederland, dat de concessie na aanbesteding gewonnen had, de exploitatie over. In 2009 werd de standplaats verplaatst naar het nieuwe busstation IJzijde aan de achterzijde van het Centraal Station.

### Lijn 301
Op 11 december 2011 werd de exploitatie overgenomen door EBS en kreeg de lijn het R-net nummer 301 waarbij een deel van de bussen vanaf Overwhere doorreden naar De Rijp. Vergeleken met de Arriva-periode rijdt er nog maar een beperkt aantal gelede bussen: de meerderheid van de bussen is van het gebruikelijke eendelige model met twee assen. Sinds 17 augustus 2014 werd door de helft van de diensten om en om vanaf Overwhere doorgereden naar de Rijp en naar Edam.
Op 22 juli 2018 bij de ingebruikname van de Noord/Zuidlijn rijdt de lijn niet meer naar De Rijp, dit traject werd grotendeels overgenomen door lijn 305. In Amsterdam waren de meeste ritten ingekort tot metrostation Noord. Van maandag t/m vrijdag overdag reed een aantal ritten door naar de Buiksloterweg. Sinds 3 maart 2019 werd de Buiksloterweg omgeruild voor het Hagedoornplein. Op 3 januari 2021 kwam de schoolroute tussen het Hagedoornplein en station Noord definitief te vervallen.
Op 9 januari 2022 kwam ook het traject naar Edam te vervallen en werd de lijn ingekort tot Purmerend Overwhere. Een lijn 113 nam het traject naar Edam over. 

### Lijn 100 II
Vanaf 10 december 2023 verviel de R-net status en werd de lijn weer teruggenummerd naar lijn 100. Op bepaalde tijden wordt de route van lijn 113 naar Edam overgenomen en wordt ter versterking van lijn 305 naar De Rijp gereden.   